# Janusz Michel-Lechimski
Janusz Michel-Lechimski (pseud. John Lee, ur. 1917, zm. 22 grudnia 1979 w Chicago) – polski harcmistrz, członek Szarych Szeregów, psychiatra, profesor akademicki.
W okresie międzywojennym był polskim działaczem harcerskim i uczestnikiem pierwszej wyprawy instruktorskiej ZHP do Stanów Zjednoczonych (1936). Podczas wojny służył w Szarych Szeregach i w organizacji Wachlarz (IV Odcinek). Niemcy więzili go w swoich obozach koncentracyjnych. W latach 1947–1948 był Komendantem Głównym ZHP w Niemczech (siedzibą komendy był wówczas Maczków), po czym wyjechał do USA. Od 1955 był przewodniczącym Departamentu i Zdrowia Psychicznego miasta Chicago. Został profesorem psychiatrii i nauk behawioralnych Szkoły Medycznej w Chicago, a potem profesorem psychiatrii pastoralnej na Hebrajskim Seminarium Teologicznym Amerykańskiego Uniwersytetu w Skokie.